# Nelly Dyserinck

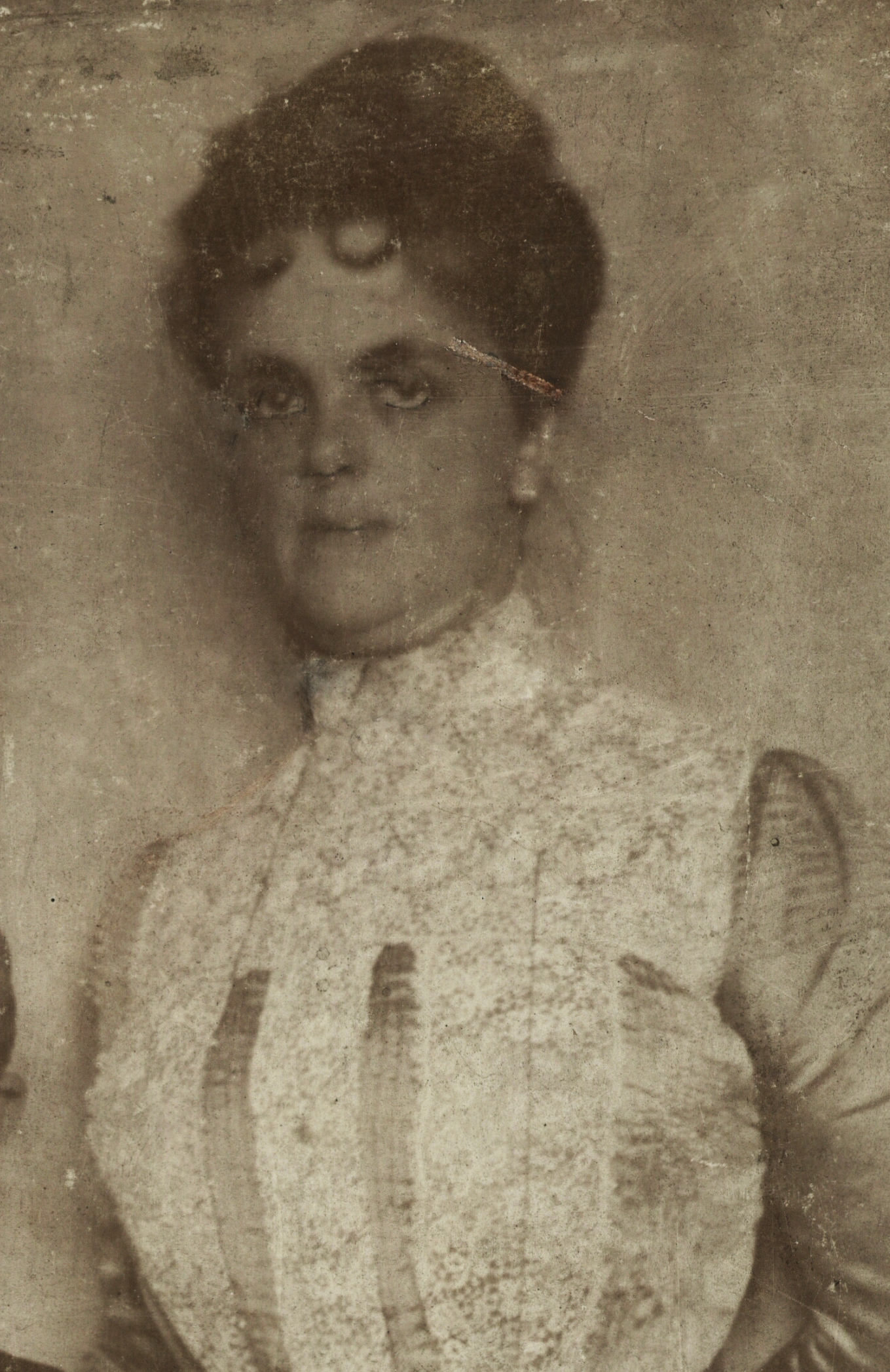
Nelly Dyserinck

Nelly barones Dyserinck (Haarlem, 29 november 1863 - Den Haag, 22 december 1944) werd vooral bekend als echtgenote van de Vlaamse schrijver Cyriel Buysse. Zij was de enige van haar geslacht die in de adelstand werd verheven, waarbij bepaald werd dat haar adellijke titel zou overgaan op haar zoon.

## Levensloop
Nelly Dyserinck was lid van de familie Dyserinck en werd geboren als dochter van Abraham Lodewijk Dyserinck (1812-1886), onder andere lid van de gemeenteraad van Haarlem en lid van Provinciale Staten van Noord-Holland en Agnes Petronella Wijnands (1836-1917). Zij trad in eerste huwelijk in Haarlem op 29 november 1885 met Theodoor Marie Tromp (1857-1891), particulier secretaris van Th. F. Burgers, de president van Transvaal, de Zuid-Afrikaansche Republiek. Hij was later referendaris bij het ministerie van Waterstaat en letterkundige. Uit haar eerste huwelijk werden drie dochters geboren (1886, 1890 en 1892).
Zij trouwde vervolgens in Haarlem op 1 oktober 1896 met Cyrillus Gustave Emile Buysse (1859-1932), industrieel en Vlaams letterkundige, lid van de familie Buysse. Uit dit tweede huwelijk had ze een zoon, René Buysse (1897-1969). Het echtpaar Buysse-Dyserinck woonde tijdens de wintermaanden in Den Haag en tijdens de lente en de zomermaanden in het Vlaamse Afsnee, vanaf 1911 in Deurle. Samen met haar man had ze heel wat relaties met Belgen, vooral in de literaire middens.
Haar tweede echtgenoot overleed in 1932, vier dagen nadat hij door de Belgische koning in de adelstand was verheven met de titel van baron, overdraagbaar bij eerstgeboorte. Omdat hij de adelbrief niet kon lichten, ging de verheffing niet door. In vervolg hierop werd zijn weduwe op 9 oktober 1934 opgenomen in de Belgische adel, met de titel barones, overdraagbaar op haar zoon uit het huwelijk Buysse-Dyserinck, uitzonderlijke overdracht van een titel van een vrouw op een man. De zoon werd op zijn beurt en op zelfde datum in de adel opgenomen en erfde de titel bij haar dood in 1944.
Door haar huwelijken verkeerde Dyserinck in letterkundige kringen. Het echtpaar Buysse was bijvoorbeeld goed bevriend met het echtpaar Louis Couperus-Baud en met Maurice Maeterlinck.
Zij overleed in Den Haag in 1944, waarna haar zoon René Buysse (1897-1969) de titel van baron mocht voeren.